# Villavicencio / Vanguardia
Villavicencio / Vanguardia är en flygplats i Colombia. Den ligger i den centrala delen av landet, 70 km sydost om huvudstaden Bogotá. Villavicencio / Vanguardia ligger 424 meter över havet.
Terrängen runt Villavicencio / Vanguardia är varierad. Runt Villavicencio / Vanguardia är det ganska tätbefolkat, med 116 invånare per kvadratkilometer. Närmaste större samhälle är Villavicencio, 3,2 km söder om Villavicencio / Vanguardia. Omgivningarna runt Villavicencio / Vanguardia är huvudsakligen savann.